# Daytona 200
La Daytona 200, coneguda també com a les 200 Milles de Daytona, és una cursa de motociclisme de velocitat de 200 milles (320 km) que se celebra anualment a començaments de primavera (normalment a començaments de març) al Daytona International Speedway de Daytona Beach, Florida. La primera edició es va disputar el 1937 sota la supervisió de l'American Motorcyclist Association (AMA). El circuit original s'habilitava a la platja mateixa fins que el 1961 es va traslladar a un circuit tancat asfaltat. La Daytona 200 va assolir el seu zenit de popularitat mundial durant la dècada del 1970, quan atreia més públic que cap altra cursa de l'AMA i hi corrien alguns dels millors pilots internacionals de motociclisme. Actualment, la cursa la promou MotoAmerica i es corre en la classe mitjana de Supersport.
La Daytona 200 ha estat històricament una de les curses més dures del motociclisme nord-americà i compta amb unes característiques semblants a la resistència a causa de les aturades a boxes per a canviar els pneumàtics i omplir el dipòsit, amb períodes d'interrupció controlats per cotxes de seguretat.

## Història

### La pista de terra original
Els orígens de la Daytona 200 es remunten al 1932, quan la Southeastern Motorcycle Dealers Association ('Associació de Distribuïdors de Motocicletes del Sud-est') va organitzar una cursa de dirt track de 200 milles a l'antic traçat de la Vanderbilt Cup de Savannah (Geòrgia). Els participants hi van competir amb motocicletes de classe C (les que s'empren habitualment al campionat AMA Grand National). Després d'una segona cursa celebrada a Savannah el 1933, l'edició de 1934 es va traslladar al Camp Foster Work, situat a St. Johns River, prop de Jacksonville, Florida. Com que l'estret circuit de Jacksonville era massa petit per a la cursa, a partir de l'edició de 1936 va tornar a Savannah.

### Cursa de platja
La gran platja de Daytona Beach havia estat emprada per a establir-hi rècords de velocitat des del 1902, però el 1935, l'irregular terra de la platja, amb solcs, va començar a perdre el seu atractiu a favor de les salines de Bonneville. Mirant d'impulsar l'economia local, el promotor de la cursa Bill France Sr. va decidir que la Savannah 200 es traslladés el 1937 al Daytona Beach Road Course, un circuit de 3,2 milles (5,1 km). Entre 1942 i 1946 no es van celebrar les curses a causa de les restriccions pròpies de la Segona Guerra Mundial. El 1948 es va fer servir un nou circuit perquè el desenvolupament urbanístic al llarg de la platja va obligar els organitzadors a traslladar la cursa més al sud, cap a Ponce Inlet. La longitud del nou traçat, també a la platja, s'incrementà de les 3,2 anteriors a 4,1 milles (6,6 km). A mitjan dècada del 1950 es va fer cada cop més complicat de celebrar la cursa al circuit de la platja a causa del ràpid creixement urbà de la zona de Daytona Beach.

### Trasllat al Daytona International Speedway

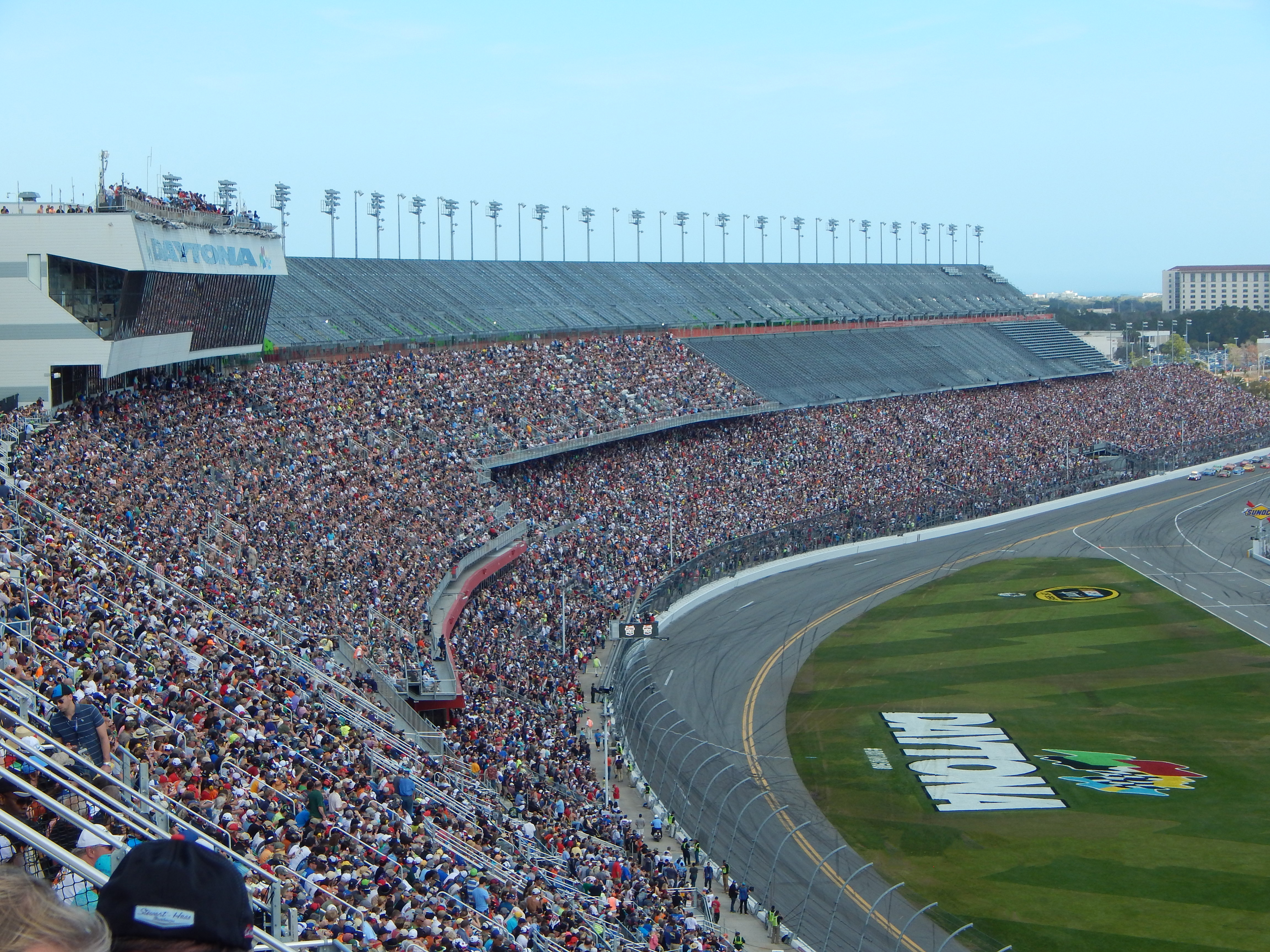
Un revolt del Daytona International Speedway durant una cursa d'automobilisme

Bill France va cercar alternatives i va negociar amb la ciutat de Daytona Beach per a comprar-hi un solar prop de l'aeroport de Daytona. Va organitzar-ne el finançament i el 1957 es va iniciar la construcció del Daytona International Speedway, un circuit oval pavimentat de 2,5 milles (4 km) amb revolts peraltats que permetia velocitats més altes. El circuit es va obrir el 1959 i France va convèncer els directius de l'AMA de traslladar-hi la cursa de platja el 1961.
Els participants es van adaptar a la nova superfície pavimentada de la pista i al canvi de les motocicletes de dirt track per les de velocitat semblants a les de Gran Premi. Per qüestions de seguretat es va impedir que els pilots correguessin pels revolts peraltats de 31 graus d'inclinació durant els primers tres anys, de manera que es va crear un circuit altern fent servir la major part del traçat pla i la secció de tres revolts ovalats on es troba la línia d'arribada, davant de les grades.

### Ressò internacional
Inicialment, el públic tradicional de l'antiga cursa de platja es va mantenir allunyat de la nova cursa al circuit asfaltat i l'assistència se'n va ressentir. Malgrat tot, France va continuar promocionant la cursa i a començaments de la dècada del 1970 la Daytona 200 atreia la quantitat més gran d'espectadors de totes les curses de l'AMA i l'esdeveniment va adquirir protagonisme internacional. La cursa va esdevenir la peça central d'allò que es va arribar a conèixer com a Daytona Beach Bike Week, en què s'organitzaven competicions de motociclisme de carretera, però també de motocròs i dirt track. L'assistència a l'esdeveniment anual es va convertir en un ritu primaveral per a milers de motociclistes que miraven de fugir dels climes més freds del nord. En el punt àlgid de la popularitat de l'esdeveniment, a començaments de la dècada del 1970, es van noliejar avions per a portar aficionats europeus a Daytona Beach.
El 1969, Yvon Duhamel va ser el primer a fer, amb la seva Yamaha TD3, una volta en moto a l'oval del circuit -que aleshores es feia servir per a la classificació- en menys d'un minut (a una velocitat mitjana, doncs, de més de 150 mph, 241 km/h). La pole position de Duhamel amb la petita Yamaha de 350cc contra les més grans de 750 cc de quatre temps va marcar l'inici de l'era dels dos temps a les competicions de velocitat de l'AMA. Don Emde va ser el primer a guanyar la Daytona 200 amb una motocicleta de dos temps en guanyar l'edició de 1972 amb una Yamaha TR3. La seva victòria va marcar l'inici de tretze victòries consecutives de Yamaha a la prova, entre elles nou victòries consecutives de la dominant Yamaha TZ750. La victòria d'Emde de 1972 fou també la primera vegada que pare i fill guanyaven la Daytona 200, ja que el seu pare, Floyd Emde, havia guanyat la cursa de platja de 1948 amb una Indian.
Aprofitant la popularitat que va anar agafant el motocròs als Estats Units al tombant de la dècada del 1960, France va afegir una cursa professional de motocròs a la programació de la Daytona Beach Bike Week de 1971. La cursa de 1972 es va celebrar al Daytona International Speedway en una pista artificial creada a la superfície de gespa que hi ha entre la tribuna principal i el pit lane, un esdeveniment que va ser un èxit i va obrir el camí per a les curses de motocròs en circuits artificials situats en estadis, allò que es coneix actualment com a supercross.

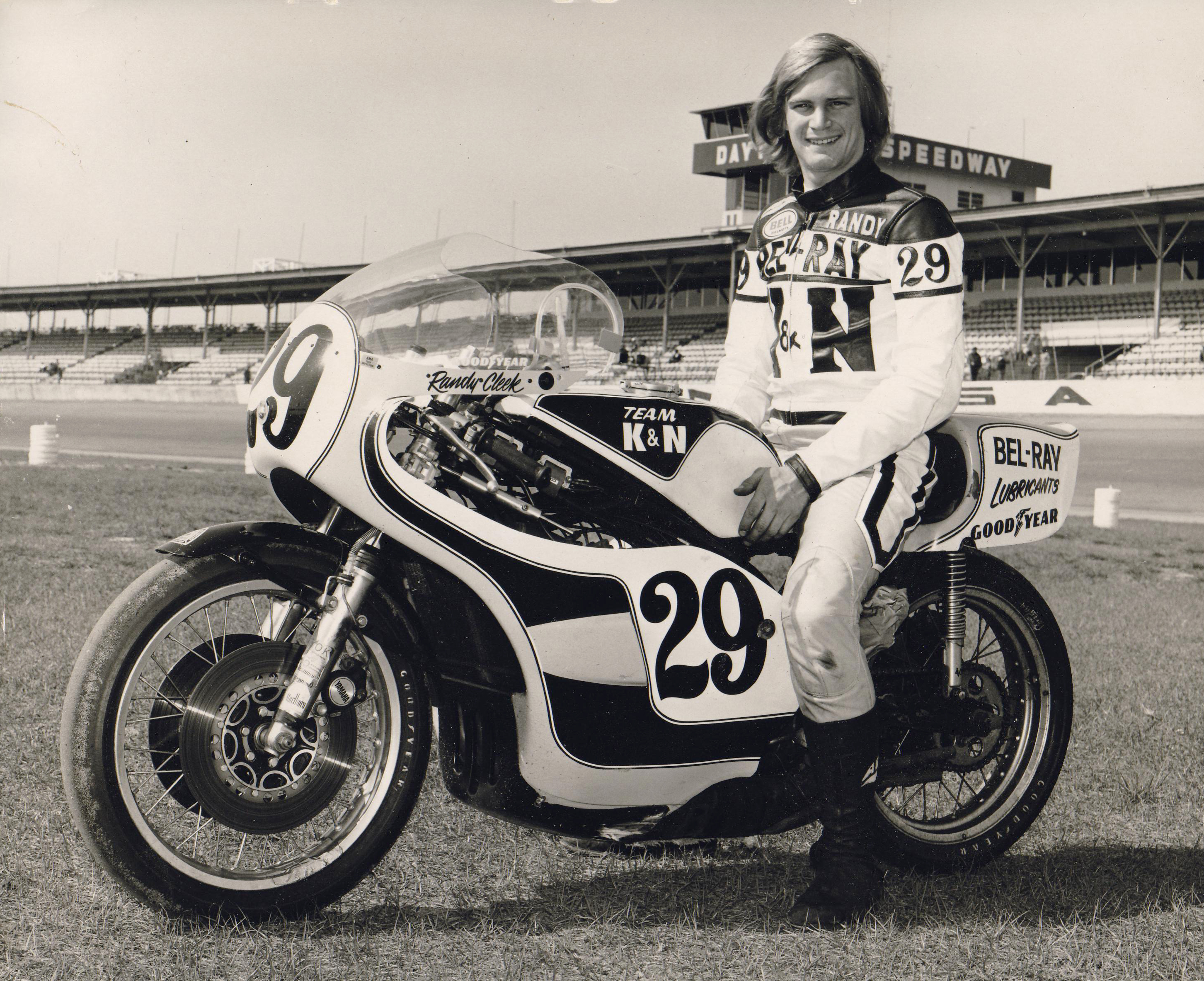
L'americà Randy Cleek a l'edició de 1975 amb una Yamaha TZ 750

El 1973, el vigent campió del món de 250cc Jarno Saarinen va esdevenir el primer europeu a guanyar la Daytona 200. La victòria de 1974 del 15 vegades campió del món Giacomo Agostini va ajudar a consolidar la reputació de la Daytona 200 com a una de les més prestigioses del món. El 1975, un pilot novell desconegut anomenat Johnny Cecotto va protagonitzar una de les actuacions més impressionants de la història de la prova quan va sortir des de l'últim lloc de la graella de sortida i va acabar la carrera en tercer lloc, després d'avançar la meitat dels participants en la primera volta. L'èxit de la Daytona 200 va generar imitacions a Europa com ara les 200 Milles d'Imola (Imola 200) i la Paul Ricard 200.

### Problemes de seguretat i descens de categoria
A mesura que la tecnologia dels motors de les motocicletes va passar de les de quatre temps de 60 CV dels anys seixanta a les de dos temps de 100 CV dels setanta, es va fer evident que la tecnologia dels pneumàtics havia quedat endarrerida i no estava en sintonia amb el rendiment dels motors. Mirant de frenar les motocicletes més ràpides i estalviar el desgast dels pneumàtics, el 1973 es va afegir una xicana al final de la recta final de Daytona. Els perills als quals estaven exposats els pilots es van posar de relleu el 1975 mentre un equip de reporters estava filmant un documental, quan Barry Sheene es va estavellar a la zona inclinada de la pista a més de 170 mph (274 km/h) en fallar-li el pneumàtic posterior. A mesura que les velocitats continuaven augmentant, els organitzadors es van allunyar de les motocicletes de Gran Premi d'alta potència i el 1985 van donar pas a les de producció altament modificades, conegudes com a Superbikes. Això va originar una tendència global cap a les curses de Superbike que va donar lloc a la instauració del Campionat del Món de Superbike el 1988. La retirada de les motos de Gran Premi va fer que menys competidors internacionals estiguessin interessats a participar-hi i va començar una lenta davallada del prestigi de la prova.

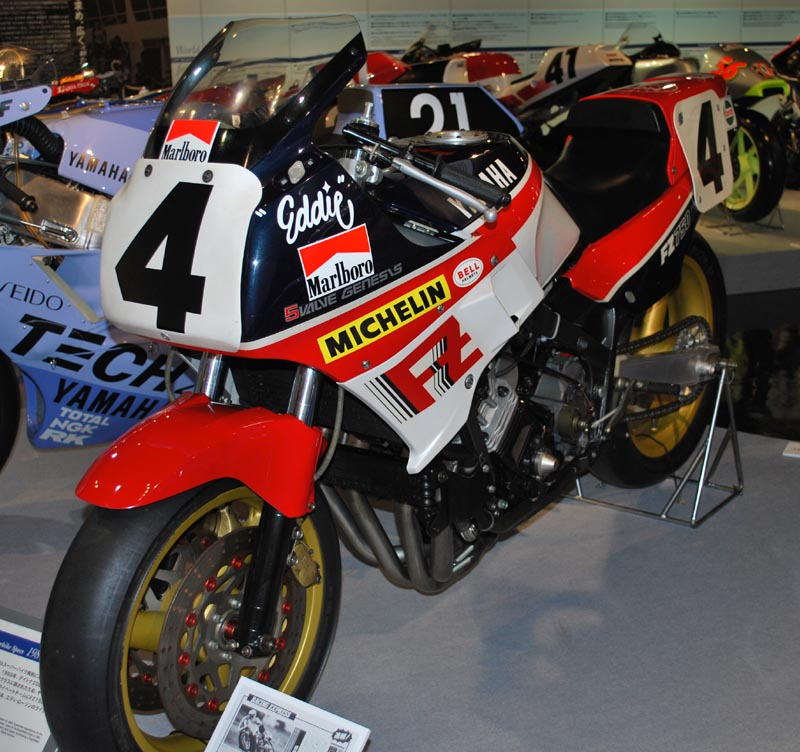
La Yamaha FZ750 oficial que participà a l'edició de 1986

A finals de la dècada del 1990, fins i tot les Superbikes de producció sobreescalfaven els pneumàtics als peralts. Per tal de mantenir les Superbikes a la Daytona 200, es va eliminar el peralt occidental per a reduir els problemes dels pneumàtics. Tanmateix, als propietaris del circuit Daytona International Speedway no els feia el pes l'omissió d'aquell peralt, per la qual cosa es va arribar a un compromís un cop acabada la temporada 2004: es va reduir la cilindrada i la potència de les motocicletes i es va crear una classe basada en la de Supersport (coneguda com a "AMA Formula Xtreme") alhora que es tornaven a habilitar els dos peralts al circuit. La cursa de la classe Supersport mantenia la distància de 200 milles (320 km), però la de Superbike va esdevenir una ronda estàndard de 62 milles (100 quilòmetres) del campionat nacional. El 2009, la classe Supersport d'aquest campionat va passar a anomenar-se AMA Pro Daytona Sportbike Championship. Els canvis en les normatives van confondre els espectadors, que no entenien per què les motocicletes més potents eren substituïdes per unes de classe menor a la cursa principal de Daytona. Aquells canvis també van suposar que els millors pilots, que corrien amb suport de fàbrica, restessin exclosos de la cursa.
El futur de la cursa es va complicar a causa de la incapacitat del circuit de negociar amb l'entitat associada amb Dorna KRAVE, de Wayne Rainey, que regulava als Estats Units el campionat de curses de motociclisme MotoAmerica des del 2015. MotoAmerica va decidir no situar Daytona al calendari de 2015, una decisió molt important considerant que el format de les 200 milles de Daytona anava a contracorrent dels de la majoria de curses de Superbike del món, típicament de 68 milles (110 km). MotoAmerica té previst adoptar en un futur proper el format del campionat d'Espanya (CEV), amb les classes Moto3 i Moto2 de la FIM (el campionat d'Espanya també el promou Dorna i els millors pilots novells provenen de la classe Moto3 del CEV). L'1 de desembre de 2014, l'American Sportbike Racing Association (ASRA), empresa matriu de la Championship Cup Series (CCS), que regula les curses de tardor de la Fall Cycle Scene a Daytona, va acordar d'organitzar la Daytona 200 amb motos de classe Supersport que completessin 57 voltes al traçat complet del circuit motociclista.
El 2020 es va cancel·lar la cursa per primera vegada des de la Segona Guerra Mundial a causa de la pandèmia de COVID-19 (el dimecres de la setmana de la cursa, el jugador de la NBA Rudy Gobert va donar positiu en un test de COVID-19) i els organitzadors van traslladar totes les proves de la cursa a la Biketoberfest, celebrada a la tardor. Quan la ciutat va cancel·lar la Biketoberfest, la cursa es va cancel·lar també, però pas no la resta d'esdeveniments de la trobada de tardor.
Celebrada malgrat la pandèmia, a la cursa del 2021 hi va obtenir una emocionant victòria a l'última recta el nord-americà Brandon Paasch. En sortir de l'última aturada a boxes, a sis segons del líder Sean Dylan Kelly, Paasch va protagonitzar una remuntada emocionant fins a agafar-lo i avançar-lo de forma agosarada a la línia d'arribada, guanyant la cursa per només 0,03 segons.
De cara a l'edició de 2022, MotoAmerica va substituir l'ASRA com a òrgan regulador i la prova va esdevenir una simple cursa no puntuable sota les regles actualitzades de la classe Supersport.

## Participants destacats

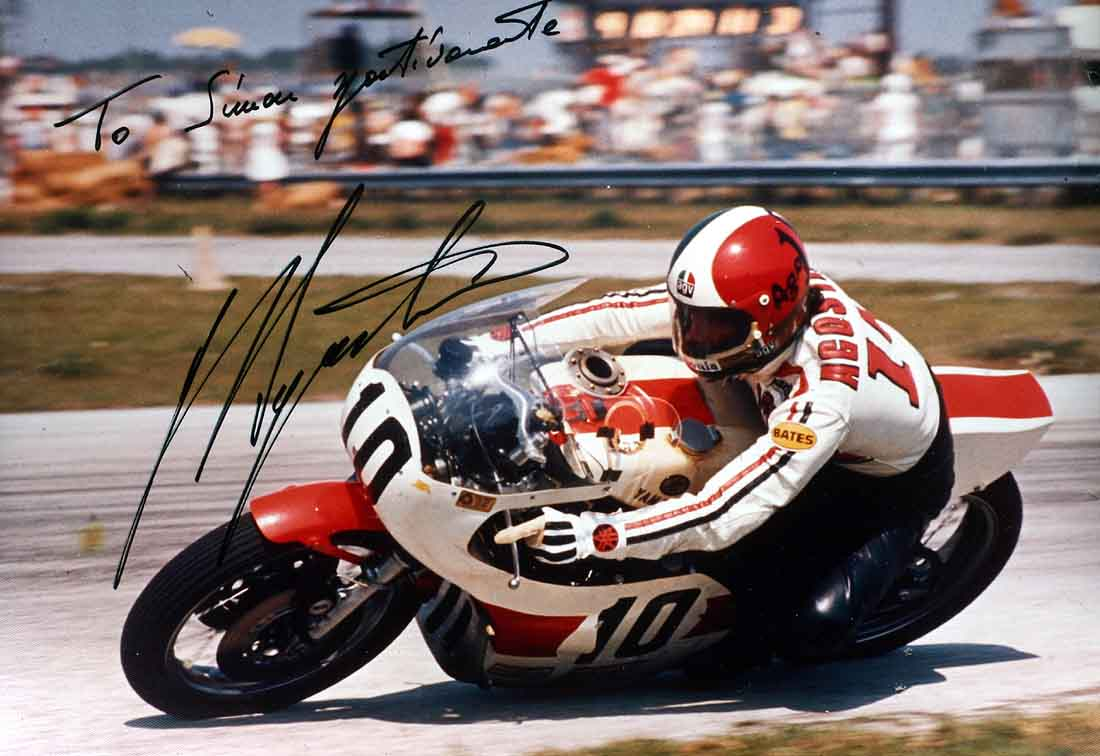
Giacomo Agostini a l'edició de 1975

Nou campions del món han guanyat l'esdeveniment, entre ells set campions del món de 500cc/MotoGP (sis de nord-americans i un d'italià). Dels darrers campions del món nord-americans, només Kenny Roberts Jr. no va guanyar la Daytona 200. A més, campions del món finlandesos i veneçolans de classes més petites (Saarinen i Cecotto) han guanyat també la Daytona 200.
Scott Russell i Miguel Duhamel, amb cinc victòries cadascun, són els qui han guanyat més vegades la cursa. Russell, conegut com a "Mr. Daytona" pels seus èxits al famós circuit, va obtenir totes les seves victòries a Daytona a la classe Superbike (750-1000cc). La cinquena victòria de Duhamel va ser a les noves classes basades en Supersport vigents a partir del 2005.

## Llista de guanyadors
A 15 de maig de 2024
| Any                                             | Pilot                                                                     | País                                                                      | Motocicleta                                                               | Motocicleta                                                               | Motocicleta                                                               | Circuit              | Circuit                            |
| Any                                             | Pilot                                                                     | País                                                                      | Fabricant                                                                 | Equip                                                                     | Classe                                                                    | Longitud             | Nom                                |
| ----------------------------------------------- | ------------------------------------------------------------------------- | ------------------------------------------------------------------------- | ------------------------------------------------------------------------- | ------------------------------------------------------------------------- | ------------------------------------------------------------------------- | -------------------- | ---------------------------------- |
| 1937                                            | Ed Kretz                                                                  | Estats Units                                                              | Indian                                                                    |                                                                           | --                                                                        | 3.2-milla (5.1 km)   | Daytona Beach Course               |
| 1938                                            | Ben Campanale                                                             | Estats Units                                                              | Harley-Davidson                                                           |                                                                           | --                                                                        | 3.2-milla (5.1 km)   | Daytona Beach Course               |
| 1939                                            | Ben Campanale                                                             | Estats Units                                                              | Harley-Davidson                                                           |                                                                           | --                                                                        | 3.2-milla (5.1 km)   | Daytona Beach Course               |
| 1940                                            | Babe Tancrede                                                             | Estats Units                                                              | Harley-Davidson                                                           |                                                                           | --                                                                        | 3.2-milla (5.1 km)   | Daytona Beach Course               |
| 1941                                            | Billy Mathews                                                             | Canadà                                                                    | Norton                                                                    |                                                                           | --                                                                        | 3.2-milla (5.1 km)   | Daytona Beach Course               |
| 1942–1946: No disputada (Segona Guerra Mundial) |                                                                           |                                                                           |                                                                           |                                                                           |                                                                           |                      |                                    |
| 1947                                            | John Spiegelhoff                                                          | Estats Units                                                              | Indian                                                                    |                                                                           | --                                                                        | 3.2-milla (5.1 km)   | Daytona Beach Course               |
| 1948                                            | Floyd Emde                                                                | Estats Units                                                              | Indian                                                                    |                                                                           | --                                                                        | 4.1-milla (6.6 km)   | Daytona Beach Course               |
| 1949                                            | Dick Klamfoth                                                             | Estats Units                                                              | Norton                                                                    |                                                                           | --                                                                        | 4.1-milla (6.6 km)   | Daytona Beach Course               |
| 1950                                            | Billy Mathews                                                             | Canadà                                                                    | Norton                                                                    |                                                                           | --                                                                        | 4.1-milla (6.6 km)   | Daytona Beach Course               |
| 1951                                            | Dick Klamfoth                                                             | Estats Units                                                              | Norton                                                                    |                                                                           | --                                                                        | 4.1-milla (6.6 km)   | Daytona Beach Course               |
| 1952                                            | Dick Klamfoth                                                             | Estats Units                                                              | Norton                                                                    |                                                                           | --                                                                        | 4.1-milla (6.6 km)   | Daytona Beach Course               |
| 1953                                            | Paul Goldsmith                                                            | Estats Units                                                              | Harley-Davidson                                                           |                                                                           | --                                                                        | 4.1-milla (6.6 km)   | Daytona Beach Course               |
| 1954                                            | Bobby Hill                                                                | Estats Units                                                              | BSA                                                                       |                                                                           | --                                                                        | 4.1-milla (6.6 km)   | Daytona Beach Course               |
| 1955                                            | Brad Andres                                                               | Estats Units                                                              | Harley-Davidson                                                           |                                                                           | --                                                                        | 4.1-milla (6.6 km)   | Daytona Beach Course               |
| 1956                                            | John Gibson                                                               | Estats Units                                                              | Harley-Davidson                                                           |                                                                           | --                                                                        | 4.1-milla (6.6 km)   | Daytona Beach Course               |
| 1957                                            | Joe Leonard                                                               | Estats Units                                                              | Harley-Davidson                                                           |                                                                           | --                                                                        | 4.1-milla (6.6 km)   | Daytona Beach Course               |
| 1958                                            | Joe Leonard                                                               | Estats Units                                                              | Harley-Davidson                                                           |                                                                           | --                                                                        | 4.1-milla (6.6 km)   | Daytona Beach Course               |
| 1959                                            | Brad Andres                                                               | Estats Units                                                              | Harley-Davidson                                                           |                                                                           | --                                                                        | 4.1-milla (6.6 km)   | Daytona Beach Course               |
| 1960                                            | Brad Andres                                                               | Estats Units                                                              | Harley-Davidson                                                           |                                                                           | --                                                                        | 4.1-milla (6.6 km)   | Daytona Beach Course               |
| 1961                                            | Roger Reiman                                                              | Estats Units                                                              | Harley-Davidson                                                           |                                                                           | --                                                                        | 2-milla (3.2 km)     | Daytona Speedway / Infield Course  |
| 1962                                            | Don Burnett                                                               | Estats Units                                                              | Triumph                                                                   |                                                                           | --                                                                        | 2-milla (3.2 km)     | Daytona Speedway / Infield Course  |
| 1963                                            | Ralph White                                                               | Estats Units                                                              | Harley-Davidson                                                           |                                                                           | --                                                                        | 2-milla (3.2 km)     | Daytona Speedway / Infield Course  |
| 1964                                            | Roger Reiman                                                              | Estats Units                                                              | Harley-Davidson                                                           |                                                                           | --                                                                        | 3.81-milla (6.13 km) | Daytona Speedway / Infield Course  |
| 1965                                            | Roger Reiman                                                              | Estats Units                                                              | Harley-Davidson                                                           |                                                                           | --                                                                        | 3.81-milla (6.13 km) | Daytona Speedway / Infield Course  |
| 1966                                            | Buddy Elmore                                                              | Estats Units                                                              | Triumph                                                                   | Triumph Factory Team                                                      | --                                                                        | 3.81-milla (6.13 km) | Daytona Speedway / Infield Course  |
| 1967                                            | Gary Nixon                                                                | Estats Units                                                              | Triumph                                                                   | Triumph Factory Team                                                      | --                                                                        | 3.81-milla (6.13 km) | Daytona Speedway / Infield Course  |
| 1968                                            | Cal Rayborn                                                               | Estats Units                                                              | Harley-Davidson                                                           | Harley-Davidson Factory Team                                              | --                                                                        | 3.81-milla (6.13 km) | Daytona Speedway / Infield Course  |
| 1969                                            | Cal Rayborn                                                               | Estats Units                                                              | Harley-Davidson                                                           | Harley-Davidson Factory Team                                              | --                                                                        | 3.81-milla (6.13 km) | Daytona Speedway / Infield Course  |
| 1970                                            | Dick Mann                                                                 | Estats Units                                                              | Honda                                                                     | Honda Factory Team                                                        | --                                                                        | 3.81-milla (6.13 km) | Daytona Speedway / Infield Course  |
| 1971                                            | Dick Mann                                                                 | Estats Units                                                              | BSA                                                                       | BSA                                                                       | --                                                                        | 3.81-milla (6.13 km) | Daytona Speedway / Infield Course  |
| 1972                                            | Don Emde                                                                  | Estats Units                                                              | Yamaha                                                                    | Mel Dinesen                                                               | --                                                                        | 3.81-milla (6.13 km) | Daytona Speedway / Infield Course  |
| 1973                                            | Jarno Saarinen                                                            | Finlàndia                                                                 | Yamaha                                                                    | Yamaha Motor Company                                                      | --                                                                        | 3.84-milla (6.18 km) | Daytona Speedway / Infield Course  |
| 1974                                            | Giacomo Agostini                                                          | Itàlia                                                                    | Yamaha                                                                    | Yamaha                                                                    | --                                                                        | 3.84-milla (6.18 km) | Daytona Speedway / Infield Course  |
| 1975                                            | Gene Romero                                                               | Estats Units                                                              | Yamaha                                                                    | Yamaha USA                                                                | --                                                                        | 3.84-milla (6.18 km) | Daytona Speedway / Infield Course  |
| 1976                                            | Johnny Cecotto                                                            | Veneçuela                                                                 | Yamaha                                                                    | Yamaha                                                                    | --                                                                        | 3.87-milla (6.23 km) | Daytona Speedway / Infield Course  |
| 1977                                            | Steve Baker                                                               | Estats Units                                                              | Yamaha                                                                    | Yamaha of Canada                                                          | Fórmula 1                                                                 | 3.87-milla (6.23 km) | Daytona Speedway / Infield Course  |
| 1978                                            | Kenny Roberts                                                             | Estats Units                                                              | Yamaha                                                                    | Yamaha USA                                                                | Fórmula 1                                                                 | 3.87-milla (6.23 km) | Daytona Speedway / Infield Course  |
| 1979                                            | Dale Singleton                                                            | Estats Units                                                              | Yamaha                                                                    | Taylor White-Yamaha                                                       | Fórmula 1                                                                 | 3.87-milla (6.23 km) | Daytona Speedway / Infield Course  |
| 1980                                            | Patrick Pons                                                              | França                                                                    | Yamaha                                                                    | Yamaha of France                                                          | Fórmula 1                                                                 | 3.87-milla (6.23 km) | Daytona Speedway / Infield Course  |
| 1981                                            | Dale Singleton                                                            | Estats Units                                                              | Yamaha                                                                    | Taylor White-Yamaha                                                       | Fórmula 1                                                                 | 3.87-milla (6.23 km) | Daytona Speedway / Infield Course  |
| 1982                                            | Graeme Crosby                                                             | Nova Zelanda                                                              | Yamaha                                                                    | Yamaha                                                                    | Fórmula 1                                                                 | 3.87-milla (6.23 km) | Daytona Speedway / Infield Course  |
| 1983                                            | Kenny Roberts                                                             | Estats Units                                                              | Yamaha                                                                    | Yamaha USA                                                                | Fórmula 1                                                                 | 3.87-milla (6.23 km) | Daytona Speedway / Infield Course  |
| 1984                                            | Kenny Roberts                                                             | Estats Units                                                              | Yamaha                                                                    | Yamaha USA                                                                | Fórmula 1                                                                 | 3.87-milla (6.23 km) | Daytona Speedway / Infield Course  |
| 1985                                            | Freddie Spencer                                                           | Estats Units                                                              | Honda                                                                     | American Honda                                                            | Superbike                                                                 | 3.56-milla (5.73 km) | Daytona Speedway / Infield Course  |
| 1986                                            | Eddie Lawson                                                              | Estats Units                                                              | Yamaha                                                                    | Yamaha                                                                    | Superbike                                                                 | 3.56-milla (5.73 km) | Daytona Speedway / Infield Course  |
| 1987                                            | Wayne Rainey                                                              | Estats Units                                                              | Honda                                                                     | American Honda                                                            | Superbike                                                                 | 3.56-milla (5.73 km) | Daytona Speedway / Infield Course  |
| 1988                                            | Kevin Schwantz                                                            | Estats Units                                                              | Suzuki                                                                    | Yoshimura Racing                                                          | Superbike                                                                 | 3.56-milla (5.73 km) | Daytona Speedway / Infield Course  |
| 1989                                            | John Ashmead                                                              | Estats Units                                                              | Honda                                                                     | Privateer                                                                 | Superbike                                                                 | 3.56-milla (5.73 km) | Daytona Speedway / Infield Course  |
| 1990                                            | David Sadowski                                                            | Estats Units                                                              | Yamaha                                                                    | Vance & Hines                                                             | Superbike                                                                 | 3.56-milla (5.73 km) | Daytona Speedway / Infield Course  |
| 1991                                            | Miguel Duhamel                                                            | Canadà                                                                    | Honda                                                                     | Commonwealth Racing                                                       | Superbike                                                                 | 3.56-milla (5.73 km) | Daytona Speedway / Infield Course  |
| 1992                                            | Scott Russell                                                             | Estats Units                                                              | Kawasaki                                                                  | Team Muzzy                                                                | Superbike                                                                 | 3.56-milla (5.73 km) | Daytona Speedway / Infield Course  |
| 1993                                            | Eddie Lawson                                                              | Estats Units                                                              | Yamaha                                                                    | Vance & Hines                                                             | Superbike                                                                 | 3.56-milla (5.73 km) | Daytona Speedway / Infield Course  |
| 1994                                            | Scott Russell                                                             | Estats Units                                                              | Kawasaki                                                                  | Team Muzzy                                                                | Superbike                                                                 | 3.56-milla (5.73 km) | Daytona Speedway / Infield Course  |
| 1995                                            | Scott Russell                                                             | Estats Units                                                              | Kawasaki                                                                  | Team Muzzy                                                                | Superbike                                                                 | 3.56-milla (5.73 km) | Daytona Speedway / Infield Course  |
| 1996                                            | Miguel Duhamel                                                            | Canadà                                                                    | Honda                                                                     | Commonwealth Racing                                                       | Superbike                                                                 | 3.56-milla (5.73 km) | Daytona Speedway / Infield Course  |
| 1997                                            | Scott Russell                                                             | Estats Units                                                              | Yamaha                                                                    | Yamaha                                                                    | Superbike                                                                 | 3.56-milla (5.73 km) | Daytona Speedway / Infield Course  |
| 1998                                            | Scott Russell                                                             | Estats Units                                                              | Yamaha                                                                    | Yamaha                                                                    | Superbike                                                                 | 3.56-milla (5.73 km) | Daytona Speedway / Infield Course  |
| 1999                                            | Miguel Duhamel                                                            | Canadà                                                                    | Honda                                                                     | American Honda                                                            | Superbike                                                                 | 3.56-milla (5.73 km) | Daytona Speedway / Infield Course  |
| 2000                                            | Mat Mladin                                                                | Austràlia                                                                 | Suzuki                                                                    | Yoshimura-American Suzuki                                                 | Superbike                                                                 | 3.56-milla (5.73 km) | Daytona Speedway / Infield Course  |
| 2001                                            | Mat Mladin                                                                | Austràlia                                                                 | Suzuki                                                                    | Yoshimura-American Suzuki                                                 | Superbike                                                                 | 3.56-milla (5.73 km) | Daytona Speedway / Infield Course  |
| 2002                                            | Nicky Hayden                                                              | Estats Units                                                              | Honda                                                                     | American Honda                                                            | Superbike                                                                 | 3.56-milla (5.73 km) | Daytona Speedway / Infield Course  |
| 2003                                            | Miguel Duhamel                                                            | Canadà                                                                    | Honda                                                                     | American Honda                                                            | Superbike                                                                 | 3.56-milla (5.73 km) | Daytona Speedway / Infield Course  |
| 2004                                            | Mat Mladin                                                                | Austràlia                                                                 | Suzuki                                                                    | Yoshimura-American Suzuki                                                 | Superbike                                                                 | 3.56-milla (5.73 km) | Daytona Speedway / Infield Course  |
| 2005                                            | Miguel Duhamel                                                            | Canadà                                                                    | Honda                                                                     | American Honda                                                            | Formula Xtreme                                                            | 2.95-milla (4.75 km) | Daytona Speedway / Infield Course  |
| 2006                                            | Jake Zemke                                                                | Estats Units                                                              | Honda                                                                     | American Honda                                                            | Formula Xtreme                                                            | 2.95-milla (4.75 km) | Daytona Speedway / Infield Course  |
| 2007                                            | Steve Rapp                                                                | Estats Units                                                              | Kawasaki                                                                  | Attack Performance                                                        | Formula Xtreme                                                            | 2.95-milla (4.75 km) | Daytona Speedway / Infield Course  |
| 2008                                            | Chaz Davies                                                               | Regne Unit                                                                | Kawasaki                                                                  | Attack Performance                                                        | Formula Xtreme                                                            | 2.90-milla (4.67 km) | Daytona Speedway / Infield Course  |
| 2009                                            | Ben Bostrom                                                               | Estats Units                                                              | Yamaha                                                                    | Graves Yamaha                                                             | Daytona SportBike                                                         | 3.51-milla (5.65 km) | Daytona Speedway / Infield Course  |
| 2010                                            | Josh Herrin                                                               | Estats Units                                                              | Yamaha                                                                    | Graves Yamaha                                                             | Daytona SportBike                                                         | 3.51-milla (5.65 km) | Daytona Speedway / Infield Course  |
| 2011                                            | Jason DiSalvo                                                             | Estats Units                                                              | Ducati                                                                    | Latus Motors                                                              | Daytona SportBike                                                         | 3.51-milla (5.65 km) | Daytona Speedway / Infield Course  |
| 2012                                            | Joey Pascarella                                                           | Estats Units                                                              | Yamaha                                                                    | Project 1 Atlanta                                                         | Daytona SportBike                                                         | 3.51-milla (5.65 km) | Daytona Speedway / Infield Course  |
| 2013                                            | Cameron Beaubier                                                          | Estats Units                                                              | Yamaha                                                                    | Graves Yamaha                                                             | Daytona SportBike                                                         | 3.51-milla (5.65 km) | Daytona Speedway / Infield Course  |
| 2014                                            | Danny Eslick                                                              | Estats Units                                                              | Triumph                                                                   | Riders Discount Racing                                                    | Daytona SportBike                                                         | 3.51-milla (5.65 km) | Daytona Speedway / Infield Course  |
| 2015                                            | Danny Eslick                                                              | Estats Units                                                              | Suzuki                                                                    | TOBC Racing                                                               | Daytona SportBike                                                         | 3.51-milla (5.65 km) | Daytona Speedway / Infield Course  |
| 2016                                            | Michael Barnes                                                            | Estats Units                                                              | Yamaha                                                                    | Palm Beach Police Foundation / Prieto Performance                         | Daytona SportBike                                                         | 3.51-milla (5.65 km) | Daytona Speedway / Infield Course  |
| 2017                                            | Danny Eslick                                                              | Estats Units                                                              | Yamaha                                                                    | TOBC Racing                                                               | Daytona SportBike                                                         | 3.51-milla (5.65 km) | Daytona Speedway / Infield Course  |
| 2018                                            | Danny Eslick                                                              | Estats Units                                                              | Yamaha                                                                    | TOBC Racing                                                               | Daytona SportBike                                                         | 3.51-milla (5.65 km) | Daytona Speedway / Infield Course  |
| 2019                                            | Kyle Wyman                                                                | Estats Units                                                              | Yamaha                                                                    | N2 Racing / BobbleHeadMoto / KWR                                          | Daytona SportBike                                                         | 3.51-milla (5.65 km) | Daytona Speedway / Infield Course  |
| 2020                                            | Ajornada després de les qualificacions a causa de la pandèmia de COVID-19 | Ajornada després de les qualificacions a causa de la pandèmia de COVID-19 | Ajornada després de les qualificacions a causa de la pandèmia de COVID-19 | Ajornada després de les qualificacions a causa de la pandèmia de COVID-19 | Ajornada després de les qualificacions a causa de la pandèmia de COVID-19 | 3.51-milla (5.65 km) | Daytona Speedway / Infield Course. |
| 2021                                            | Brandon Paasch                                                            | Estats Units                                                              | Yamaha                                                                    | TSE Racing                                                                | Daytona SportBike                                                         | 3.51-milla (5.65 km) | Daytona Speedway / Infield Course  |
| 2022                                            | Brandon Paasch                                                            | Estats Units                                                              | Triumph                                                                   | TOBC Racing Triumph                                                       | Supersport                                                                | 3.51-milla (5.65 km) | Daytona Speedway / Infield Course  |
| 2023                                            | Josh Herrin                                                               | Estats Units                                                              | Ducati                                                                    | Warhorse HSBK Racing Ducati NYC                                           | Supersport                                                                | 3.51-milla (5.65 km) | Daytona Speedway / Infield Course  |
| 2024                                            | Josh Herrin                                                               | Estats Units                                                              | Ducati                                                                    | Warhorse HSBK Racing Ducati                                               | Supersport                                                                | 3.51-milla (5.65 km) | Daytona Speedway / Infield Course  |

Notes
1. ↑  La cursa de 1977 es va cancel·lar a la meitat a causa del temps. Com a cursa de dues mànegues, la primera es va completar i tot seguit els comissaris cancel·laren la segona.
2. ↑  Josh Hayes va guanyar la cursa del 2008 però després fou desqualificat a causa d'un cigonyal no reglamentari.[26] Chaz Davies, segon, fou el guanyador oficial[27] i el primer britànic a guanyar la Daytona 200. Honda va recórrer el resultat[28] però el 4/4/2008 l'AMA va informar Erion Honda que desestimarien l'apel·lació.[29]
3. ↑  La cursa del 2011 es va escurçar a 42 voltes de bandera verda / 147.42 milles (237.25 km) -hi va haver dues banderes vermelles a causa de problemes de pneumàtics- i les tres voltes d'escalfament posteriors (dues abans de la represa de la primera volta 27 i una després que una caiguda en aquesta represa en provoqués una de segona des de la volta 27); es van córrer un total de 45 voltes, és a dir, 157.95 milles (254.20 km). L'AMA Pro Racing va escurçar la cursa a causa de problemes de pneumàtics i de la foscor.
4. ↑  Josh Herrin havia obtingut la pole a l'edició del 2020 abans que fos ajornada a l'octubre, en què finalment no es va celebrar.
5. ↑  La cursa del 2023 és va allargar a 63 voltes -221.13 milles (355.87 km)-, a causa d'una bandera vermella d'última hora i l'aplicació de les regles de temps. Segons el reglament esportiu de MotoAmerica, com que la cursa va ser interrompuda amb bandera vermella per accident a la volta 53, després d'haver-se'n completat 52, calia aplicar les regles vigents per als incidents entre la volta 4 i la 53. La represa següent és d'un mínim de deu voltes. Una volta d'escalfament sense puntuar es compta dins les 63 voltes generals. Si l'incident de la cursa s'hagués produït a la volta 54, la cursa hauria acabat després de 53 voltes.